# Hans Dietrich (Politiker)

Hans Dietrich

Hans Dietrich (* 19. September 1898 in Seugast; † 11. April 1945 in Donauwörth) war ein deutscher Lehrer und nationalsozialistischer Politiker.

## Leben
Dietrich besuchte von 1904 bis 1909 die Volksschule in Pfreimd, von 1909 bis 1916 das Alte Gymnasium in Regensburg und von 1916 bis 1918 das Alte Gymnasium in Würzburg. 1916 rückte er als Fahnenjunker in das 9. Bayerische Infanterie-Regiment ein und wurde am 3. Juni 1917 in Flandern schwer verwundet, weswegen er am rechten Oberschenkel amputiert werden musste. Im Mai 1918 wurde er als Unteroffizier aus der Armee entlassen. Er erhielt das Eiserne Kreuz II. Klasse und das Verwundetenabzeichen (schwarz oder silber).
1918/19 studierte Dietrich in Würzburg und Erlangen und besuchte 1919/20 die Lehrerbildungsanstalt in Bayreuth. 1920 arbeitete er als Aushilfslehrer in Forchheim und von 1921 bis 1924 als Hilfslehrer in Coburg. Von 1923 bis 1925 studierte er erneut in Erlangen.
Seit 1919 betätigte sich Dietrich in der völkischen Bewegung. Von April bis Juni 1919 gehörte er als Freikorpskämpfer dem 3. Bayerischen Infanterie-Regiment Nr. 45 und dem Freiwilligen-Bataillon Dittmar in Würzburg an. Von 1920 bis 1922 war er Gauwart und ab 1922 Gauleiter des Deutsch-Völkischen Schutz- und Trutzbundes in Nordbayern. In dieser Eigenschaft sagte er einer 600-Mann-Delegation der NSDAP Rabatt auf die Teilnahmegebühr am Deutschen Tag vom 14./15. Oktober unter der Bedingung zu, dass Adolf Hitler persönlich nach Coburg komme. Im Frühjahr 1923 trat Dietrich erstmals in die NSDAP ein. 1923/24 war Dietrich Komtur der Ballei Franken des Jungdeutschen Ordens und in derselben Zeitspanne Redakteur der Coburger Warte. Während des Hitlerputsches im November 1923 tat Dietrich Dienst als Propagandachef im Stab des Jungdeutschen Regiments an der thüringisch-fränkischen Grenze in Coburg. In Thüringen regierte in dieser Zeit kurzfristig eine Koalition aus SPD und KPD.
Nach dem Verbot der NSDAP zog Dietrich 1924 für die Nationalsozialistische Freiheitspartei in den Reichstag (Wahlkreis 26 Franken). Sein Reichstagsmandat hielt er in der folgenden Wahlperiode. Ende 1924 gründete er den Gau Franken des im September des Jahres gegründeten „Bundes völkischer Lehrer Deutschlands“. Nach der Neugründung der NSDAP trat er dieser zum 24. Juni 1925 wieder bei (Mitgliedsnummer 8.454).
Von 1924 bis 1928 war Dietrich zudem verantwortlicher Redakteur mehrerer NS-Kampfblätter, darunter ab August 1924 der völkischen Tageszeitung Coburger Warte, von September 1926 bis Mai 1927 in Vertretung des inhaftierten Julius Streichers (auch als Herausgeber) des antisemitischen Stürmers, 1927 der Erlanger Wochenzeitung Die Fackel für Recht und Freiheit, ab Juli der eigenen Wochenzeitung Die Flamme und ab Februar 1928 der Wochenzeitungen Eisenhammer und Rheinischer Volksruf. Nach dem Ausscheiden aus dem Reichstag und dem Verlust seiner parlamentarischen Immunität wurde Dietrich wegen seiner journalistischen Tätigkeiten mehrfach angeklagt und erhielt so bis 1933 ca. 40 Geld-, Gefängnis- und Disziplinarstrafen, weswegen die Regierung von Oberfranken Dietrich dazu veranlasste, seine Zeitungen abzugeben, da diese mit seinem Beruf als Lehrer, den er wieder aufgenommen hatte, nicht zu vereinbaren seien. Er blieb durch diese Unternehmungen hoch verschuldet und spielte in der NSDAP in der Folge keine herausragende Rolle mehr.
1929 war Dietrich am Wahlerfolg der NSDAP in Coburg beteiligt, als erstmals die absolute Mehrheit in einer Stadt erzielt wurde. Später wurde er Stadtrat und Vorsitzender der Stadtratsfraktion.
Der SS trat Dietrich 1930 (Mitgliedsnummer 3397) bei. Mehrfach befördert, erreichte er am 20. April 1935 den Rang eines SS-Standartenführers. Seit Herbst 1930 war er dem Stab des Reichsführers der SS, Himmler zugeordnet und dort bis März 1936 für Fragen der Kriegsbeschädigten zuständig. 1932 wurde Dietrich Mitglied des Bayerischen Landtags (Stimmkreis Bayreuth) und Leiter der nationalsozialistischen Reichstags- und Landtagsabgeordneten des Gaues Bayerische Ostmark. Wegen Erscheinens in Parteiuniform in der Vollsitzung vom 17. Juni 1932 des Landtags wurde er, wie 36 andere NSDAP-Abgeordnete, aus dem Saal gewiesen und dann zunächst für die folgenden acht, dann für die folgenden 20 Sitzungstage ausgeschlossen.
Im November 1933 zog er in den nationalsozialistischen Reichstag ein. Im selben Jahr wurde er Stadtschulreferent in Coburg, danach Hauptlehrer in Neustadt an der Weinstraße. 1933/34 war er Landesobmann der NS-Kriegsopferversorgung (NSKOV) Bayerns, von Juli 1937 bis Kriegsende NSKOV-Gauobmann im Gau Saarpfalz. 
Dietrich war seit 1941 an offener Lungen-Tuberkulose erkrankt. Er starb im April 1945 bei einem Luftangriff auf Donauwörth. In der Entnazifizierung wurde im April 1955 20 Prozent seines in Bayern gelegenen Nachlasses eingezogen, da er zu Lebzeiten in die Gruppe der Belasteten eingestuft worden wäre.